# إيفانيلدو فيرنانديز
إيفانيلدو فيرنانديز (28 مارس 1996 بأمادورا في البرتغال - ) هو لاعب كرة قدم برتغالي في مركز الدفاع. شارك مع منتخب البرتغال تحت 19 سنة لكرة القدم.

## وصلات خارجية
- إيفانيلدو فيرنانديز على موقع اتحاد تركيا (لاعب) (الإنجليزية)
- إيفانيلدو فيرنانديز على موقع قاعدة بيانات كرة القدم.إي يو (الإنجليزية)
- إيفانيلدو فيرنانديز على موقع ناشيونال فوتبول تيمز (الإنجليزية)
- إيفانيلدو فيرنانديز على موقع Soccerway.com (الإنجليزية)